# لووو
لووو (به مجاری:  Lövő) یک شهرداری در مجارستان است که در ناحیه شوپرون واقع شده‌است. لووو ۱۷٫۵۲ کیلومتر مربع مساحت و ۱٬۴۴۸ نفر جمعیت دارد.